# Schizymenium hymenodontum
Schizymenium hymenodontum là một loài Rêu trong họ Bryaceae. Loài này được (Dixon) A.J. Shaw miêu tả khoa học đầu tiên năm 1985.